# Deo Tibba
Der Deo Tibba ist ein Berg im Westhimalaya im indischen Bundesstaat Himachal Pradesh.
Der 6001 m hohe Deo Tibba liegt 2,37 km südsüdwestlich des Indrasan, dem höchsten Berg der Pir-Panjal-Bergkette. Der Berg liegt im äußersten Osten der Bergkette im Kullu-Distrikt. Der Deo Tibba befindet sich knapp 20 km östlich der Stadt Manali. Der Berg ist von einer großen Eiskappe bedeckt. Es befinden sich mehrere Hängegletscher an seinen Flanken. Die Nordwest- und Südwestflanke des Deo Tibba werden zum Beas entwässert.
Der Teo Tibba ist zwischen Mitte Mai und Oktober ein beliebtes Ziel von Trekking-Touristen.
Der Deo Tibba wurde im Jahr 1952 von J. de V. Graaf, seiner Frau und K.E. Berrill erstbestiegen. Die Aufstiegsroute führte über den Indrasan Col und den Nordwestgrat.